# Mexsat

O Mexsat 3, o primeiro satélite lançado da série Mexsat.

O Sistema Satelital Mexicano, também conhecido como Mexsat, é uma rede de dois satélites ativos gerenciados pelo Ministério das Comunicações e Transportes do governo mexicano.

## História
O governo mexicano, por meio do Ministério das Comunicações e Transportes, decidiu comprar três novos satélites para a segurança do Estado mexicano, que foram inicialmente identificados como Mexsat 1, 2 e 3. Mais tarde, o governo mexicano nomeou-os de Centenario e Bicentenario e Morelos III, respectivamente.
O Mexsat 1 (Centenario) seria usado juntamente com o seu satélite gêmeo, o Mexsat 2 (Morelos III), para fornecer comunicações móveis, um em volta do outro, para operar nas bandas L e Ku. O Mexsat 3 (Bicentenario) é mais um satélite para comunicações fixas que operam nas bandas C e Ku. Os satélites formam o Sistema Satelital Mexicano (MEXSAT) operada a través da Telecomunicaciones de México (Telecomm-Telégrafos). Além disso, esses satélites são esperados para atender às necessidades de telecomunicações do país em caso da Satmex não conseguisse colocar os satélites Satmex 7 e 8 em óribita, que deveria substituir a sua frota que iria terminar sua vida útil naquela época.
Para o funcionamento do novo sistema de satélite do México, foi construído o Centro de Controle e Monitoramento de Satélite Mexicano, inaugurado pelo então presidente Felipe Calderón Hinojosa no dia 29 de novembro de 2012, aonde seria realizado o monitoramento de telemetria, assim como as manobras e análises orbitais dos três satélites do sistema.

## Satélites
| Satélite | Fabricante                   | Data do lançamento     | Veículo lançador | Estado    | Nota                                                  |
| -------- | ---------------------------- | ---------------------- | ---------------- | --------- | ----------------------------------------------------- |
| Mexsat 1 | Boeing                       | 16 de maio de 2015     | Proton-M/Briz-M  | Fracassou | Também conhecido por Centenario                       |
| Mexsat 2 | Boeing                       | 2 de outubro de 2015   | Atlas 5 (42L)    | Ativo     | Ex-Skyterra 2 e MSV 2. Também conhecido por Morelos 3 |
| Mexsat 3 | Orbital Sciences Corporation | 19 de dezembro de 2012 | Ariane 5 ECA     | Ativo     | Também conhecido por Bicentenario                     |